# Оледжо Кастело
Олѐджо Кастѐло (на италиански: Oleggio Castello, на местен диалект: Ulesc Castel, Юлеш Кастел) е село и община в Северна Италия, провинция Новара, регион Пиемонт. Разположено е на 293 m надморска височина. Населението на общината е 2028 души (към 2014 г.).